# Zbehy
Zbehy jsou obec na Slovensku, v okrese Nitra v Nitranském kraji. Žije zde přibližně 2 200 obyvatel.

## Charakteristika
Zbehy se nacházejí asi 8  km severozápadně od okresního města Nitra. Obec sousedí s obcemi Alekšince, Lužianky, Čakajovce a Čab. Leží v jihovýchodní části Nitrianskej pahorkatiny, v nadmořské výšce od 144 do 239 m n. m. Obcí protéká potok Andač, Slivášský potok, Perkovský potok a potok Radošinka, který se v obci Lužianky vlévá do řeky Nitra. Rozloha katastru obce je 1955 ha, z toho část obce Andač zabírá rozlohu 294 ha. Počet obyvatel je k datu 31.12.2011 v obci Zbehy a v části Zbehy-Andač dohromady 2245 obyvatel. Místní část Andač se nachází severozápadně od Zbehů, na dolním toku potoka Andač.

## Historie obce
První písemná zmínka o obci pochází z roku 1156. Území bylo osídleno už od pravěku. Zbehy ležely na důležité cestě z Nitry do Hlohovce a Topoľčan. Přes obec vedla významná vojenská a obchodní cesta spojující Nitru a hrad Baňa u Piešťan. Vedla proti proudu potoka Radošinka severním směrem na Veľké Ripňany a Radošinu. V letech 1967–1968 historik Alexander Ruttkay objevil pozůstatky středověké osady z 12. století společně s kostelem a pohřebištěm v oblasti vzdálené asi 2 km jihozápadně od železniční stanice Zbehy a přibližně 1,7 km západně od železniční stanice v Lužiankách. Název obce se v minulosti často měnil. Od roku 1156 do roku 1887 se obec v historických listinách uvádí nejčastěji pod těmito názvy: Jegu, Izbek, Izbég, Üzbeg, Üzbég, Üzbégh a Zbehy.
Dne 26. července 1815 se stal farářem v Zbehách autor prvního románu ve slovenčině René mláďenca príhodi a skúsenosťi - Jozef Ignác Bajza. V obci působil jako kněz až do roku 1828.
Škola byla založena v roce 1706. V letech 1962 až 1963 se stavěla nová budova základní školy, 30. listopadu 1963 byla slavnostně otevřena.

## Kostel Povýšení svatého Kříže
Dominantou obce je gotický kostel Povýšení svatého Kříže, který byl postaven roku 1397 a byl opraven v roce 1738. V kostele se nachází renesanční oltář z roku 1615. Staré schématizmy tvrdí, že v obci Zbehy fungovala fara už v roce 1397. V letech 1815 až 1828 tady působil farář a významný spisovatel Jozef Ignác Bajza. Současným duchovním na faře je Peter Hayden.

## Znak
Důležitost svatého Vojtěcha ve znaku vyjadřují jeho atributy – tři kopí a biskupská mitra, zemědělství je zdůrazněné dvěma zlatými klasy. V modrém štítě jsou tři stříbrná překřížená kopí svatého Vojtěcha, přeložené mitrou a celé obklopené dvěma zlatými klasy.

## Rozloha
- celková výměra území: 1955 ha (část Andač 294 ha)
- zemědělská půda: 1615 ha
- nezemědělská půda: 341 ha
- lesní porosty: 142.3 ha
- vodní plochy: 27.3 ha
- zastavěná plocha: 141.4 ha
- ostatní plochy: 29.2 ha

## Doprava
Poloha obce je výhodná též z hlediska automobilové, autobusové a železniční dopravy.

### Silniční doprava
Díky blízkosti okresního města Nitra je výborně zabezpečená příměstská a meziměstská autobusová doprava do Nitry, Topoľčan a Piešťan.

V rámci města Nitra je obec napojena na rychlostí silnici R1 (Trnava – Nitra – Banská Bystrica), přes Čakajovce na silnici I. třídy 64, přes Andač a Alekšince se lze dostat do Hlohovce a přes Čab a Nové Sady do Piešťan. 

Přes obec prochází i "modrá" cyklotrasa, která směruje z Nitry přes Jarok, Velké Záluží, Báb, Rumanovou, Rišňovce, Alekšince, Zbehy a Lužianky zpět do Nitry. Tento cyklookruh měří téměř 50 km a většinou vede po asfaltových cestách. Trasa je vhodná pro sportovní trénink po celý rok.

### Železniční doprava
Obec má dvě železniční zastávky: Zbehy-obec a Andač a stanici Zbehy, odkud denně odjíždějí 4 páry rychlíků do Bratislavy nebo do Topoľčan či Prievidze. Budova stanice je situovaná asi 1 km severozápadně od obce.
Obcí prochází dvě železniční tratě a železniční spojka Jelšovce – Zbehy.
- Železniční trať Leopoldov–Kozárovce (trať č. 141)
- Železniční trať Zbehy – Radošina (trať č. 142) – jednokolejná železniční trať, na které byl zahájen provoz dne 26. listopadu 1909. Osobní doprava byla na této trati zastavena dne 2. února 2003.[2]

## Instituce a vybavení
- zdravotní středisko (všeobecný lékař a stomatolog), lékárna
- mateřská a základní škola
- pošta, bankomat
- obecní úřad s knihovnou
- římskokatolický kostel
- pohostinství
- restaurace, pizzerie, puby
- potraviny
- čerpací stanice

Obec má dva hřbitovy, v Zbehách a v místní části Zbehy-Andač.
V katastrálním území obce se nachází i penzión s restaurací, barem, pizzerií, možností ubytování a malou ZOO s několika druhy zvířat.
Organizace působící v obci:
- OZ Mikroregión RADOŠINKA
- Jednota dôchodcov
- ZO zväzu záhradkárov
- ZO Slovenského červeného kríža
- ZO zväzu zdravotne postihnutých
- TJ Slovan Zbehy
- Poľovnícke združenie
- Miestny kynologický klub Zbehy
- Slovenský zväz technických športov
- Športový klub stolného tenisu Zbehy
- Únia žien Slovenska Andač

## Sport a odpočinek
V obci dlouhodobě funguje fotbalový klub TJ Slovan Zbehy, utkání se hrají na místním stadionu. Sportovní klub stolního tenisu Zbehy působí v školní tělocvičně ZŠ.

V obci najdete i multifunkční hřiště při základní škole či házenkářské hřiště u obecního úřadu, kde se nachází i dětské hřiště s prolézačkami. Rekonstruovaný park s památníkem Jozefa Ignáce Bajzy se nachází nedaleko kostela u hlavní silnice. Centrum obce nedávno prošlo rozsáhlou rekonstrukcí, která i nadále pokračuje v dalších částech obce.

Pro cyklistické nadšence je připravena nová cyklotrasa Nitra - V.Zálužie - Rišňovce - Zbehy - Nitra.

Blízko obce SZ směrem se rozkládá rozsáhlý dubovo-cerový les. Zmínit lze dále mokřad za Radošinkou u železniční trati do Topoľčan zvaný Dolný kút.

## Rodáci obce
- Michal Greguš
- Koloman Tihanyi
- Marína Čeretková-Gállová

## Osobnosti obce
- Jozef Ignác Bajza – působil v obci jako farář v letech 1815 až 1828
- Marína Čeretková-Gállová – slovenská spisovatelka, psala většinou prózu
- Michal Greguš – přední slovenský matematik, pedagog, diplomat a organizátor vědy
- Desmod – členové skupiny jsou již několik let obyvateli obce